# Cieśnina Tirańska
Cieśnina Tirańska (arab. ‏مضيق تيران‎, ang. Strait of Tiran) – cieśnina pomiędzy egipskim Półwyspem Synaj a saudyjskim Półwyspem Arabskim, oddzielająca Zatokę Akaba od pozostałej części Morza Czerwonego. Nazwa cieśniny pochodzi od nazwy wyspy Tiran. Znajduje się na wschód od północnych dzielnic miasta Szarm el-Szejk.
Cieśnina Tirańska ma duże znaczenie strategiczne, prowadzi nią szlak do jordańskiego portu Akaba i izraelskiego portu Ejlat. Wody cieśniny stanowią na całej szerokości morze terytorialne Egiptu i Arabii Saudyjskiej. Na mocy traktatu egipsko-izraelskiego z 1979 r. Zgodnie z przepisami traktatu jest to cieśnina międzynarodowa otwarta dla wszystkich narodów, dla potrzeb niezakłóconej i niezawieszalnej wolności żeglugi oraz przelotu (ang. open to all nations for unimpeded and non-suspendable freedom of navigation and overflight), z prawem przepływu statków morskich na zasadach podobnych do przejścia tranzytowego oraz prawem przelotu statków powietrznych. W oparciu o art. 35 Konwencji Narodów Zjednoczonych o prawie morza jest to prawo szczególne w stosunku do ogólnych zasad konwencji, przewidujących domyślnie dla tego rodzaju „cieśnin ślepej uliczki” reżim niezawieszalnego prawa nieszkodliwego przepływu.

## Katastrofa samolotu B737 w Cieśninie Tirańskiej
3 stycznia 2004 roku samolot Boeing 737 egipskich linii Flash Airlines runął do Cieśniny Tirańskiej Morza Czerwonego zaraz po starcie z lotniska w Szarm el-Szejk. Nikt z 148 pasażerów (w tym 135 Francuzów) nie przeżył. Przyczyną była prawdopodobnie usterka techniczna.

## Galeria

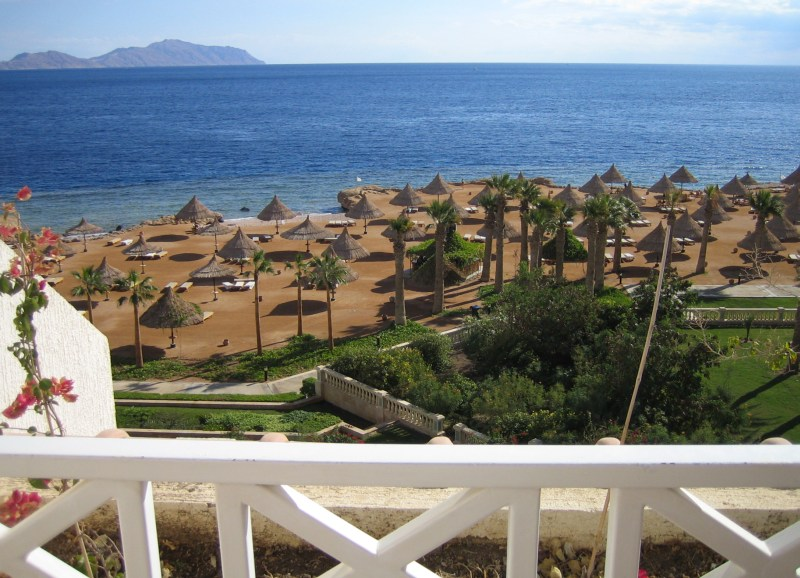
Widok na Cieśnine Tirańską od strony półwyspu Synaj, w głębi wyspa Tiran
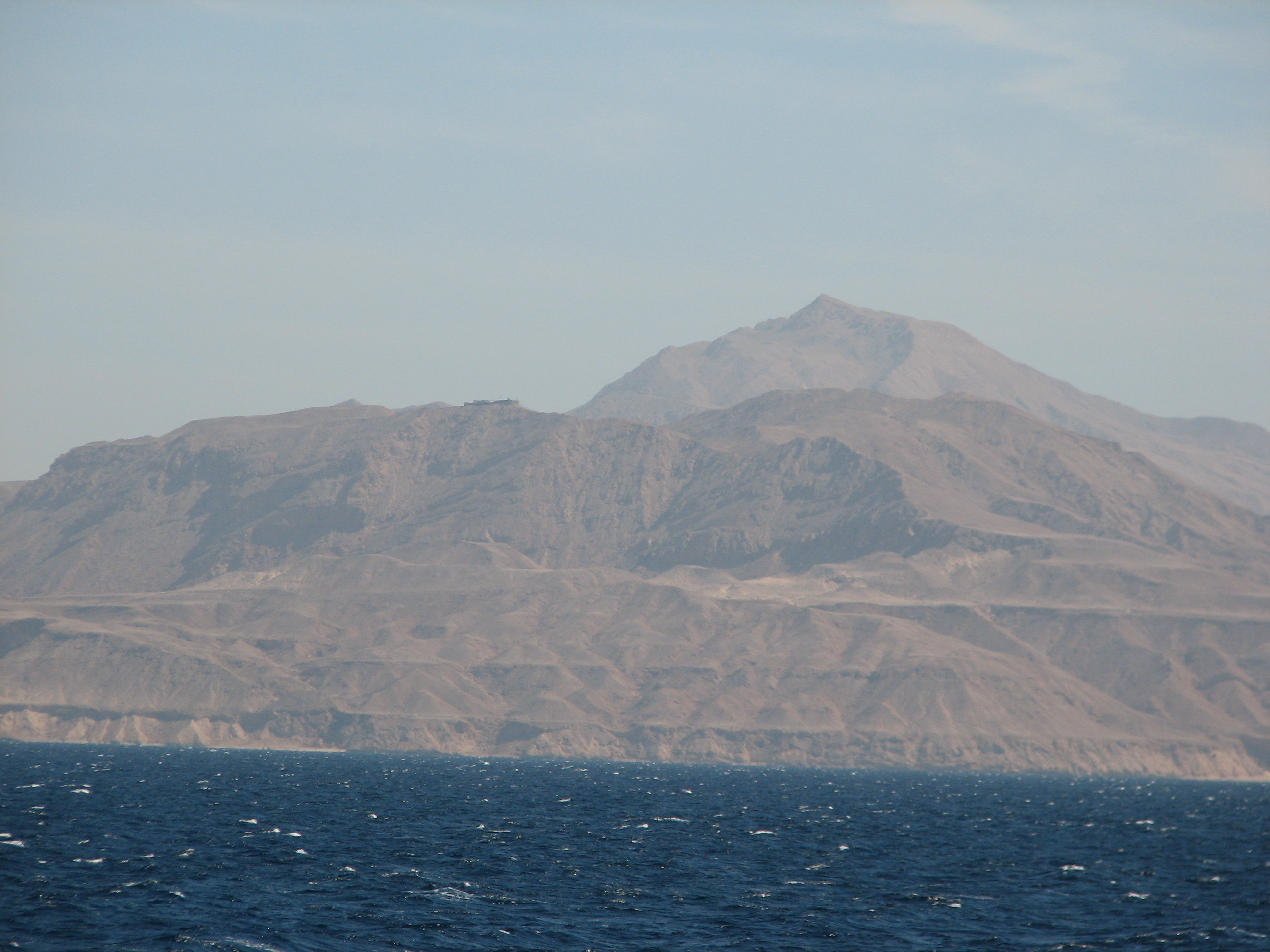
Cieśnina Tirańska i Wyspa Tiran
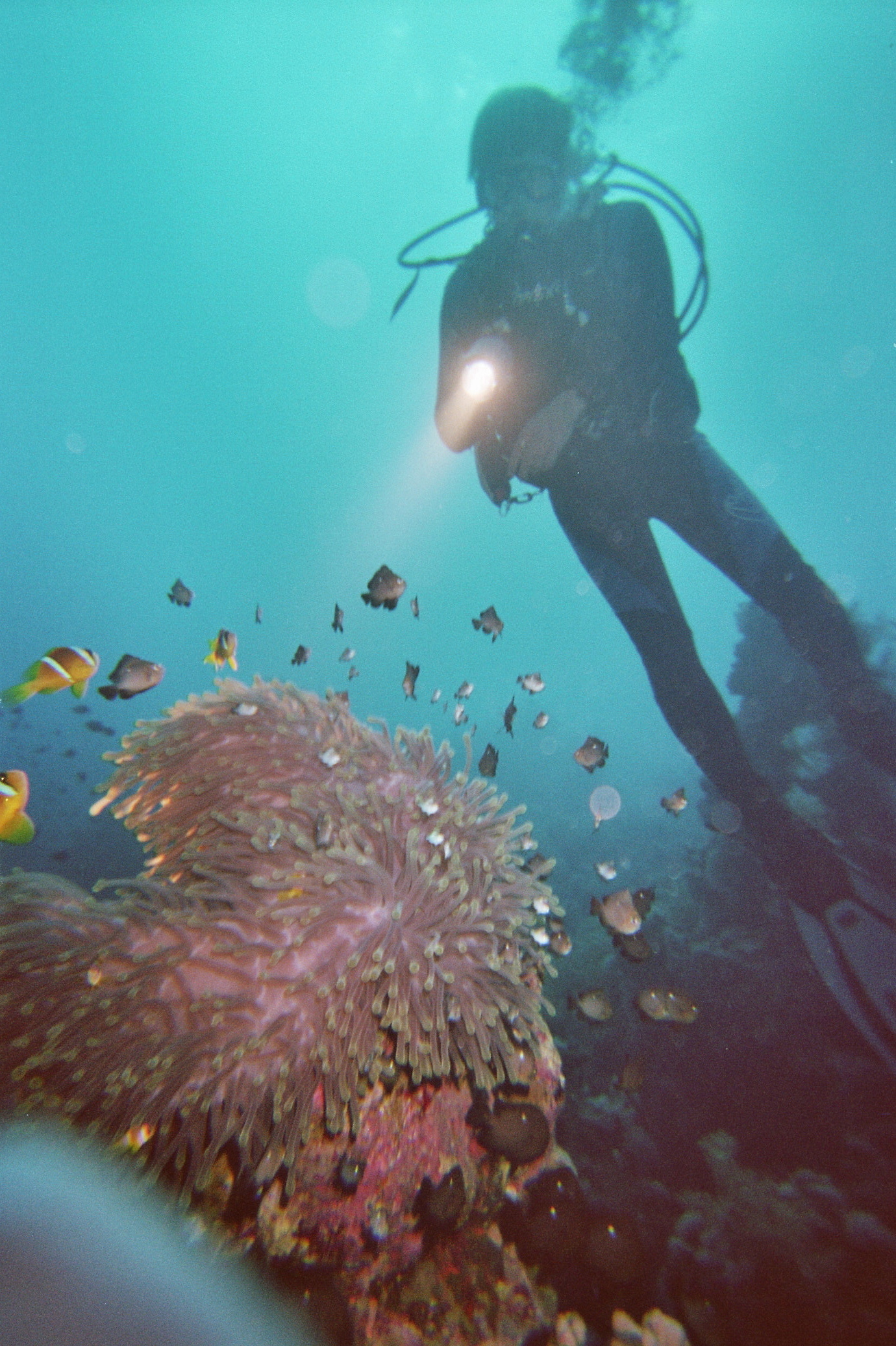
Nurkowanie w Cieśninie Tirańskiej
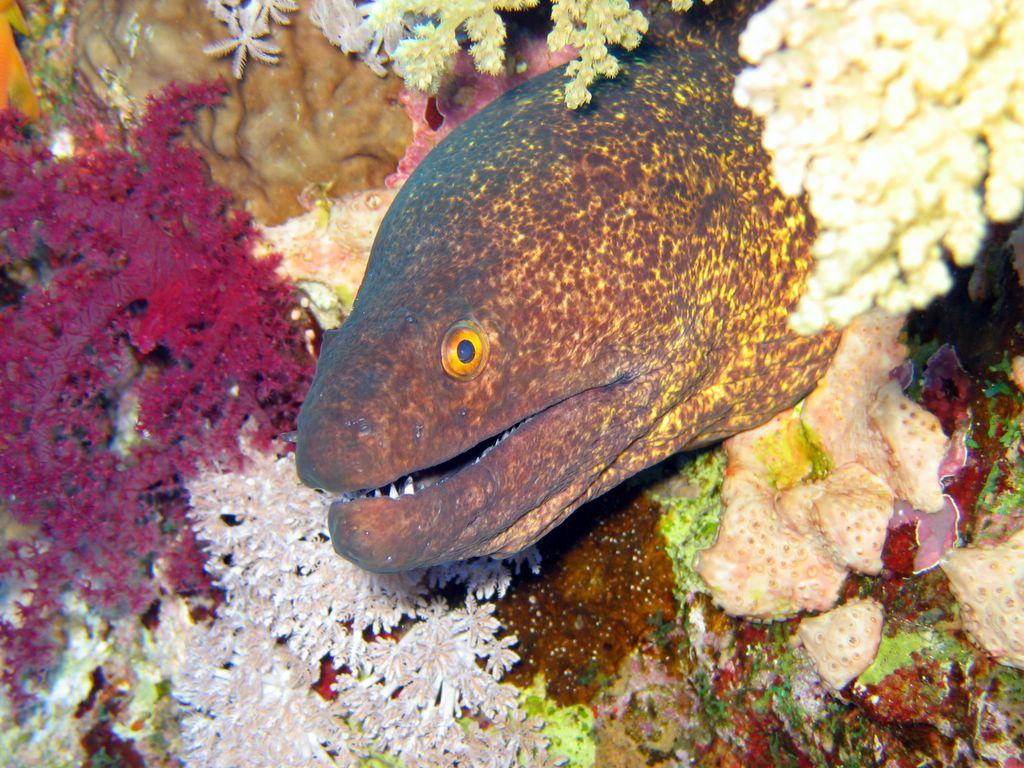
Murena w rafie koralowej w Cieśninie Tirańskiej
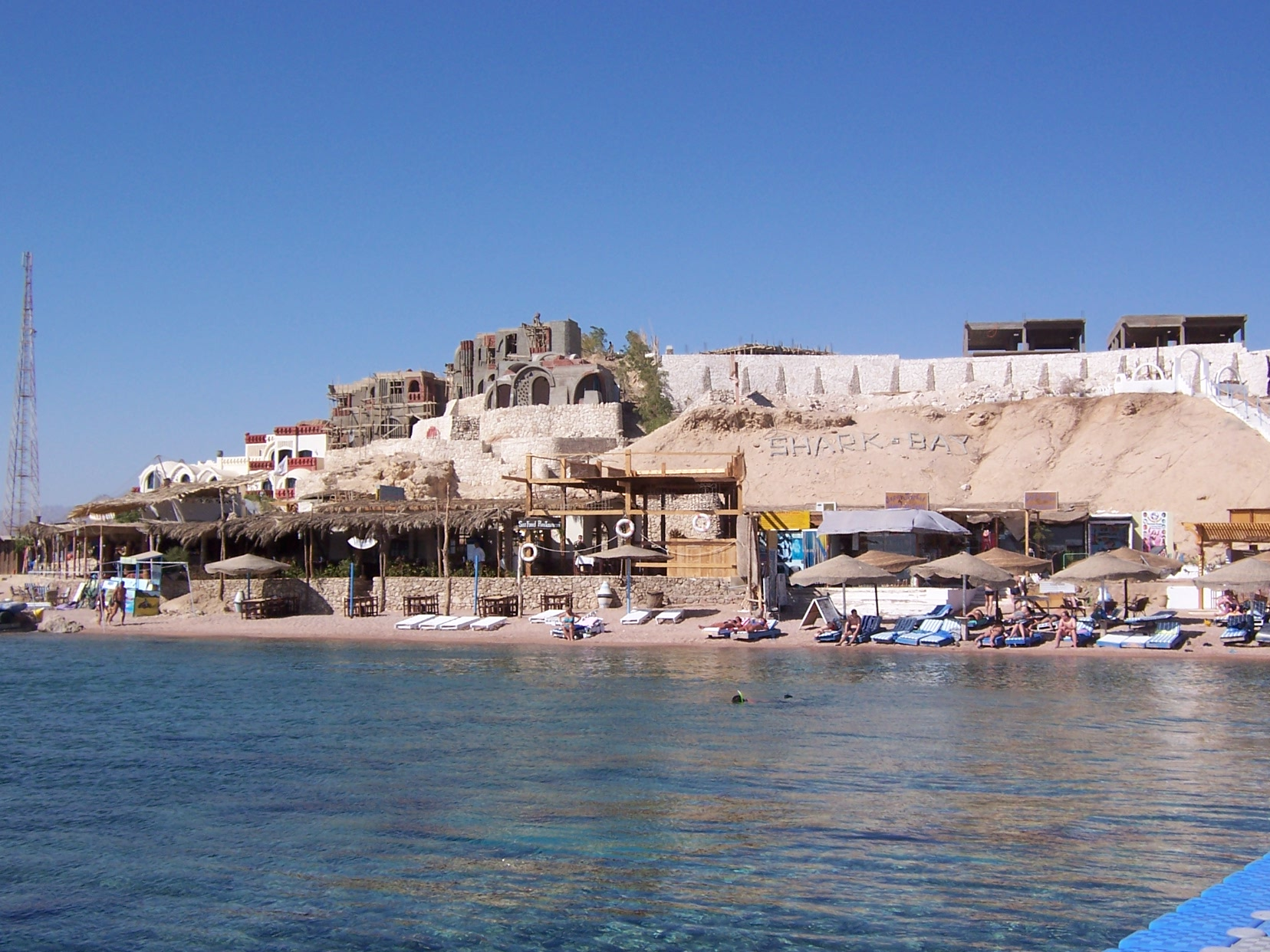
Zatoka Rekina